# Астапов, Валерий Петрович
Валерий Петрович Астапов (бел. Валерый Пятровіч Астапаў, род. 2 января 1942, Хальч, Ветковский район, Гомельская область) — белорусский государственный деятель, Министр по чрезвычайным ситуациям Республики Беларусь (1999—2004). Генерал-лейтенант внутренней службы.

## Биография
Родился в 1942 году в д. Хальч Ветковского района Гомельской области. В 1961 году окончил Харьковское пожарно-техническое училище, в 1968 году — Белорусский политехнический институт.
В органах внутренних дел с 1958 года. Службу начал начальником охраны СВПЧ-2 Фрунзенского района Минска. Затем руководил СВПЧ Ленинского и Советского районов Минска. Работал заместителем начальника УПА и начальником АПА УВД Минского облисполкома, начальником управления пожарной охраны МВД БССР, начальником Главного управления пожарной охраны Министерства внутренних дел Республики Беларусь. До назначения министром по чрезвычайным ситуациям возглавлял Главное управление военизированной пожарной службы Министерства внутренних дел Республики Беларусь.
С 20 января 1999 года по 29 декабря 2004 года был Министром по чрезвычайным ситуациям Республики Беларусь. 29 декабря 2004 года уволен в запас.

## Хобби
Увлекается написанием стихов.